# 補教名師
補教名師 ， 在香港常稱為補習天王、補習天皇、補習天后、天王名師等，是香港及台灣等中文使用地區的常見名詞，指具有高知名度、評價與高收入的補習班教師，在香港更被包裝成明星。網路風潮後，因應數位內容的崛起與各國家少子化的威脅，眾多補教名師紛紛投靠不同的雲端運算平台進行授課，即雲端補習藉以維持收入。

## 日本
在電視劇《女王的教室》裡，班裡的學生有不少在放學後亦要參加補習班。但令人出奇的是：節目內有補習學校的負責人聲稱，有不少從再培訓機構出來的老師都選擇教補習班，而非主流學校。

## 香港
香港的連鎖補習社把旗下的補習教師包裝成魅力四射，身穿設計師品牌時尚服裝的偶像明星，而補習社為了突圍而出，不惜投放數以百萬港元在不同媒體大肆刊登廣告。早於1990年代已產生「補習天王」及「補習天后」的新詞，以比照當時香港樂壇的四大天王和天后。

## 台灣
一般來說，台灣較出名的補教名師，又稱「補教天王」是以教授國高中課程為主。

## 中國大陸
中國大陸的補習班有考研輔導和出國考試輔導等類別。